# Einigen
Einigen est une ancienne commune bernoise, intégrée depuis 1834 au territoire de Spiez, dans le canton de Berne en Suisse. La Kander y débouche dans le lac de Thoune depuis la correction de ce cours d’eau en 1711-1714.

## Histoire
Einigen est attesté en 1228 sous la forme Ceningen et s’écrivait Zeinigen jusqu’au XVIIIe siècle. Le territoire comprend le village d’Einigen, ainsi que diverses habitations et fermettes isolées. Einigen appartenait à la juridiction de Spiez, qui passa en 1338 des seigneurs de Strättlingen à la famille des Bubenberg, puis en 1506 aux Diesbach, en 1516 aux Erlach, et en 1839 au canton de Berne.
La paroisse d’Einigen a été rattachée en 1761 à celle de Spiez, mais le village a pu conserver son église et son école.

Vue aérienne de 1932, par
Walter Mittelholzer

Anciennement, les habitants d’Einigen se consacraient essentiellement à la viticulture et à l’agriculture. Même si la correction du cours de la Kander en 1714 a suscité une nouvelle route en direction de Thoune et un pont franchissant le ravin de la Kander, la population n’a guère varié entre 1764 (187 habitants) et 1900 (290). Ce n’est au XXe siècle qu’elle a notablement augmenté, grâce à de meilleures communications (dès 1906 ligne du chemin de fer Berne-Lötschberg-Simplon, débarcadère sur le lac de Thoune en 1929, puis enfin l’autoroute A6), et grâce à une diversification des emplois (gravière de la Kander 1913, tourisme, artisanat).
Durant la Seconde Guerre mondiale, le «barrage d’Einigen» était le premier obstacle à l’entrée du Réduit national sur la rive gauche du lac de Thoune, l’obstacle naturel que constitue le fossé de la Kander étant intégré à la ligne de défense. Ce barrage d’Einigen est classé monument d’histoire militaire d’importance nationale.

## Église
L’église d’Einigen, dédiée à saint Michel, fut un lieu de pèlerinage. Elle est attestée dans les archives dès 1228, mais son architecture des Xe et XIe siècles a des racines qui remontent même au VIIe siècle, puisqu'une salle absidiale de cette dernière époque a été découverte lors de fouilles en 1954. Selon la chronique de Strättligen, elle serait l’église mère des douze sanctuaires du lac de Thoune, à savoir Amsoldingen, Aeschi, (Einigen,) Frutigen, Hilterfingen, Leissigen, Scherzligen, Sigriswil, Spiez, Thierachern, Thun et Uttigen. Le clocher date sans doute de la fin du XVe siècle. Dans la nef, le plafond boisé présente des éléments décoratifs sculptés vers 1500. Fonts baptismaux avec armoiries de Bubenberg, après 1446. Chaire de style Renaissance, sans doute de 1665.
Vitraux: Huit petits vitraux illustrent, dans l'abside, la prière du Notre Père. Leur restauration et étude en 1987 a démontré qu'à une époque indéterminée ils avaient été légèrement coupés et réassemblés selon un ordre différent de celui d'origine. Deux panneaux des années 1560 peuvent être attribués au peintre Mathis Walter. Les autres,légèrement postérieurs, sont d'une autre main. Mais tous s'inspirent de gravures sur cuivre du «maître CV», gravées d'après des dessins de Hans Holbein le Jeune illustrant une publication d'Érasme, la  Praecatio Dominica (Bâle, Johann Froben, 1523), qui explique la prière du Notre Père.
Deux vitraux d'alliance d'Erlach-Schmid, 1519. Un vitrail Franz Ludwig von Erlach, 1608.
L’église a été rénovée en 1954-1955 par l’architecte et sculpteur  Erwin Friedrich Baumann .

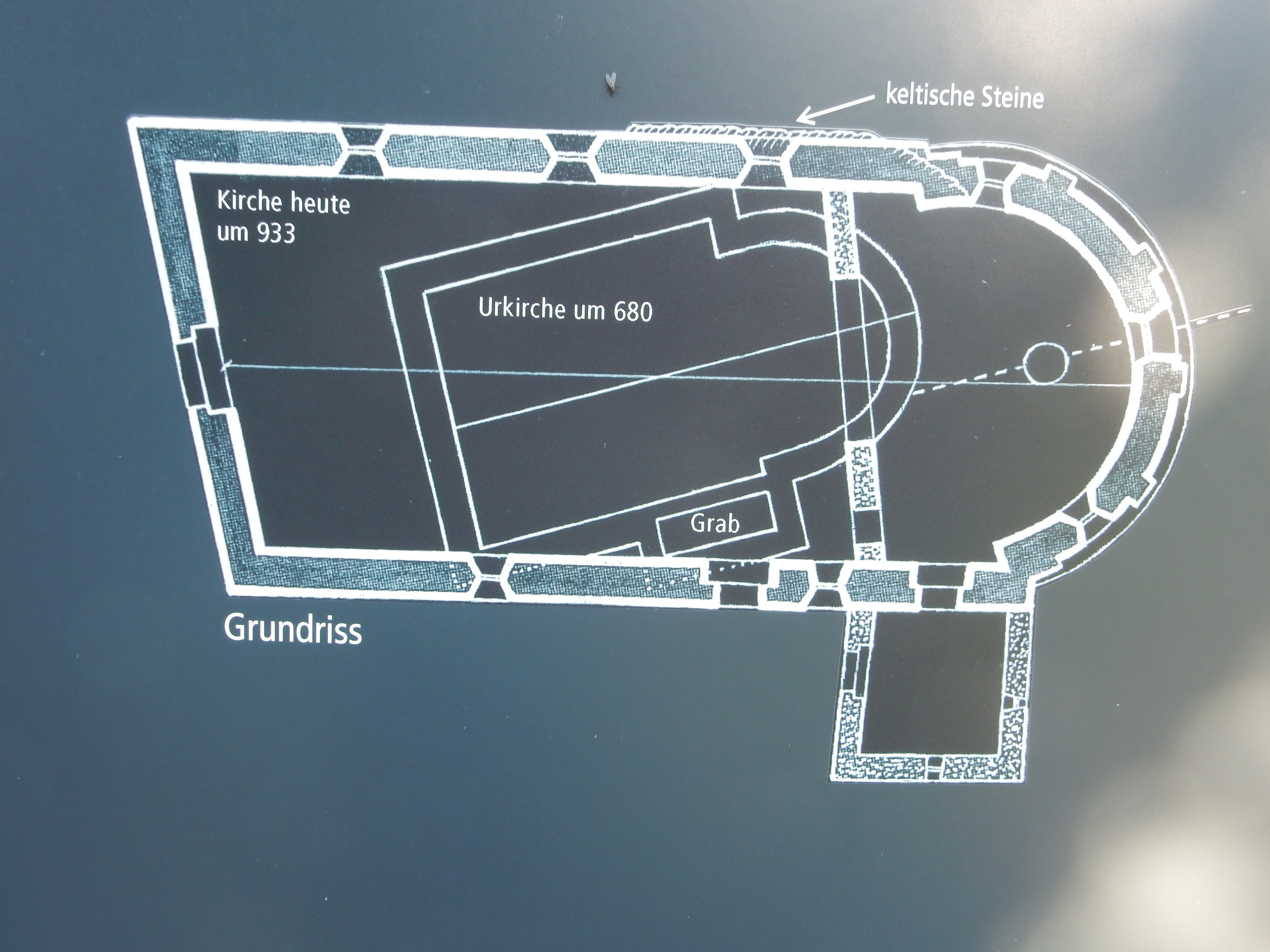
Einigen, église réformée, plan archéologique sur panneau explicatif.
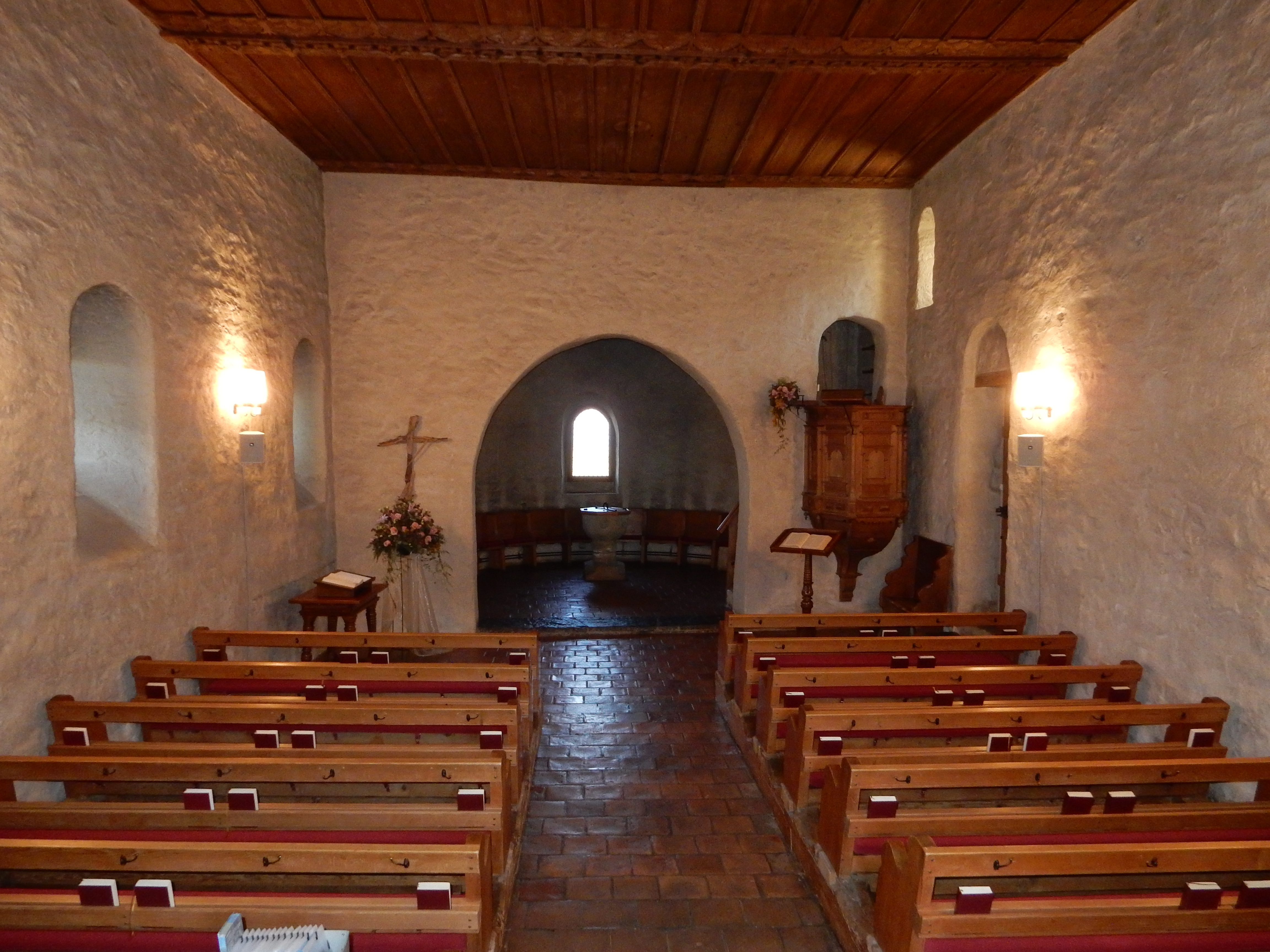
Einigen, église réformée, vue de la nef.
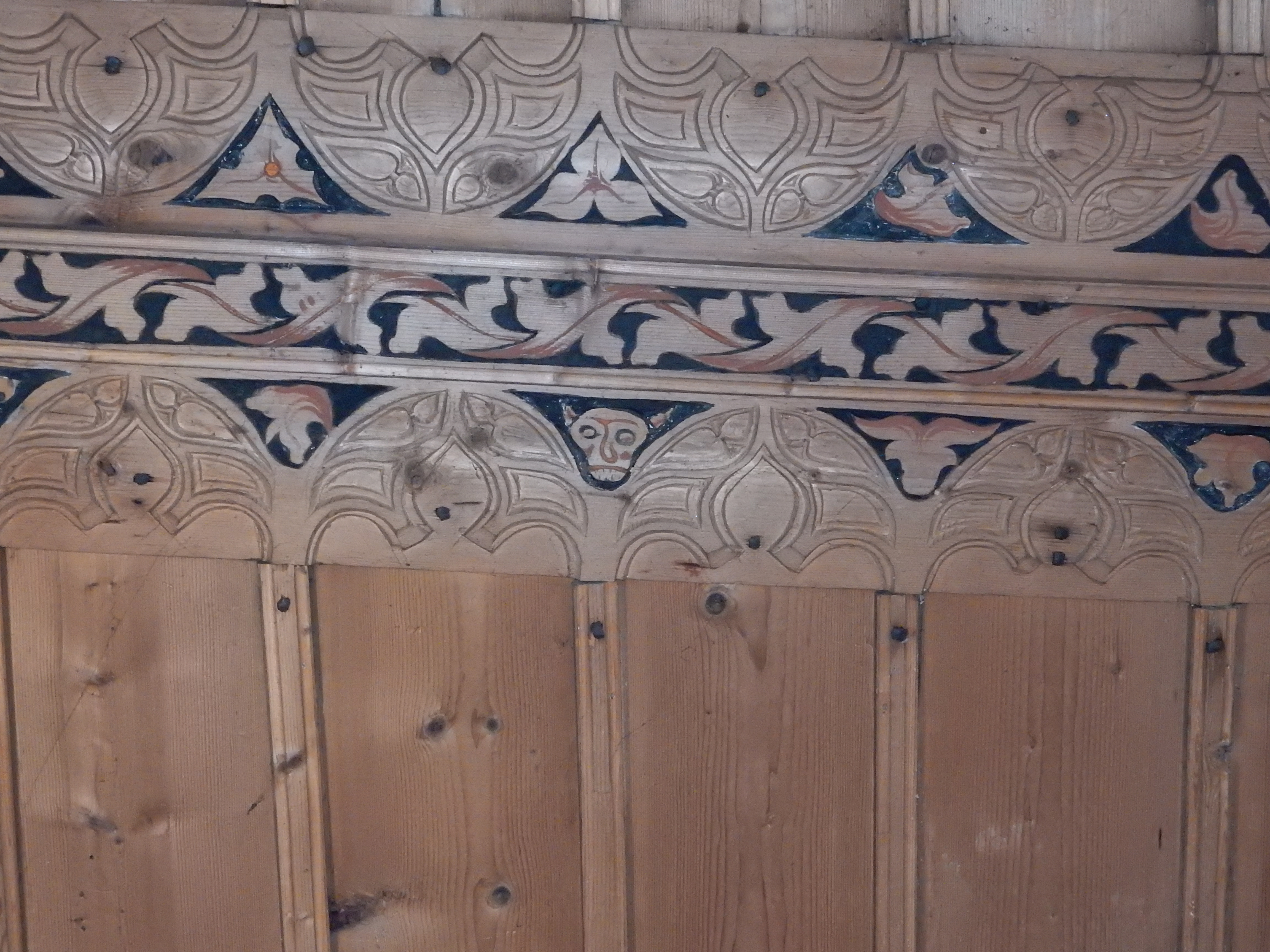
Einigen, église réformée, détail du plafond. Diablotin caché dans le décor, vers 1500.
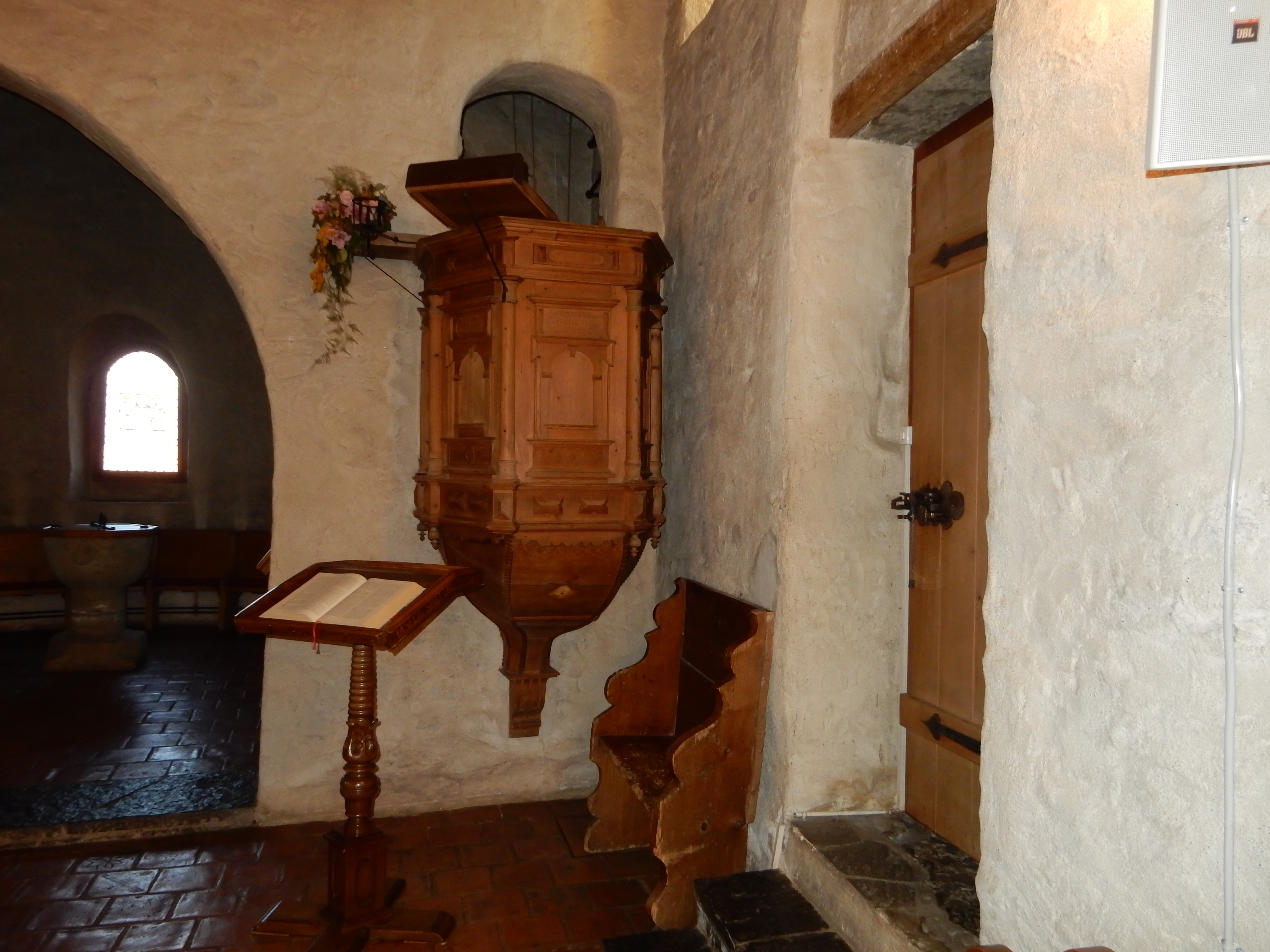
Einigen, église réformée, chaire.
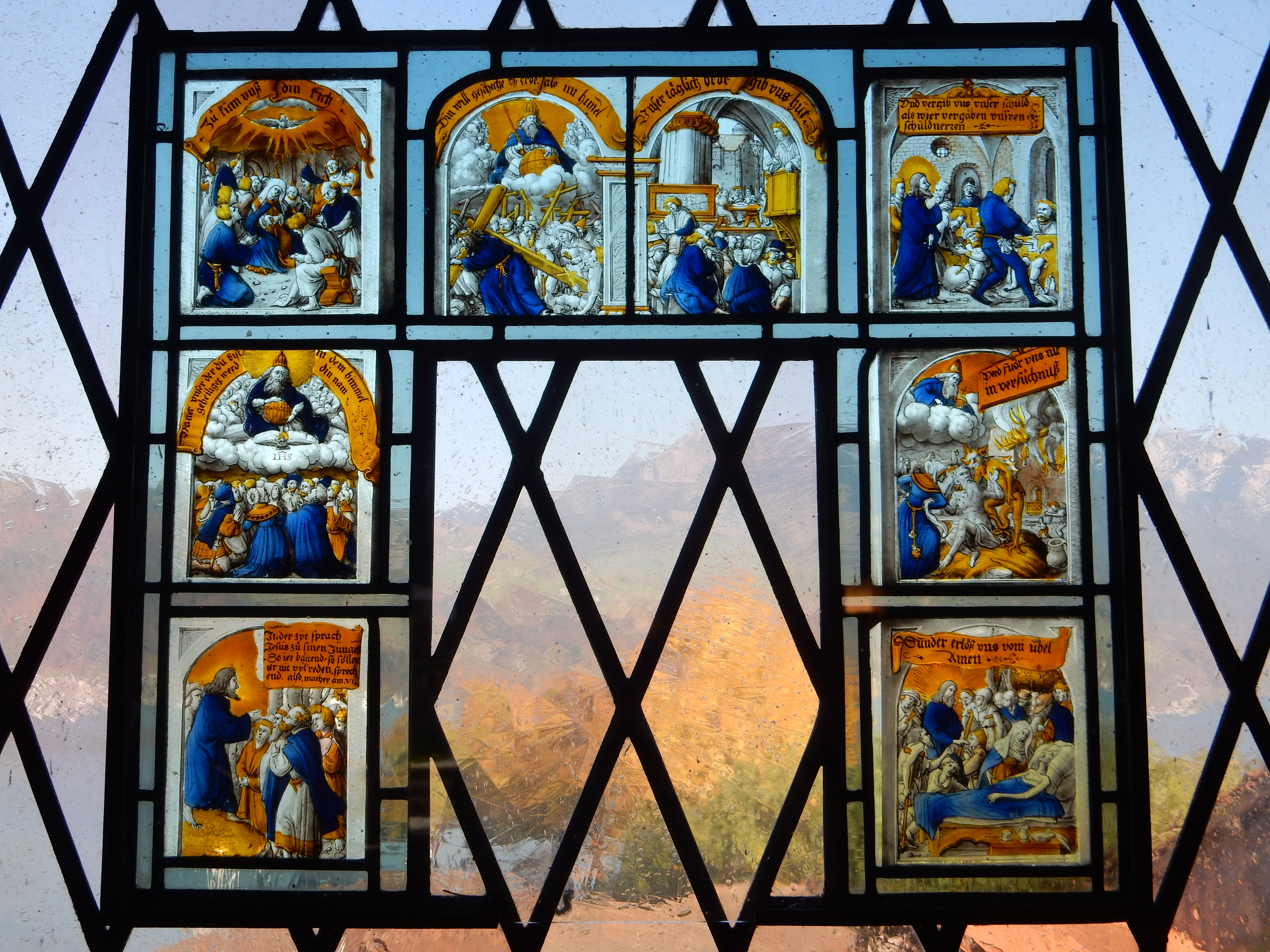
Einigen, église réformée, vitrail du Notre Père, 1563, par Mathis Walther.
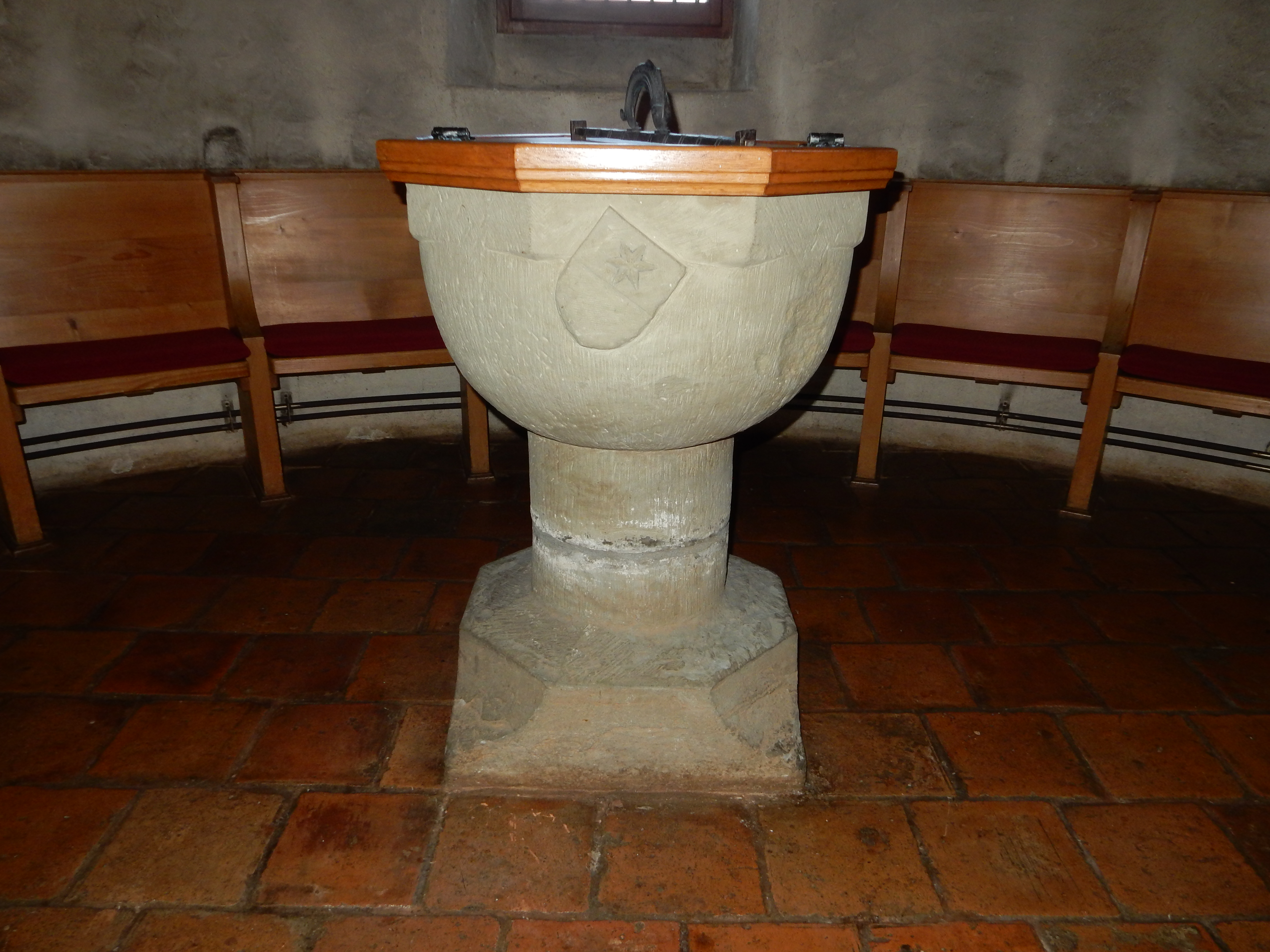
Einigen, église réformée, fonts baptismaux.
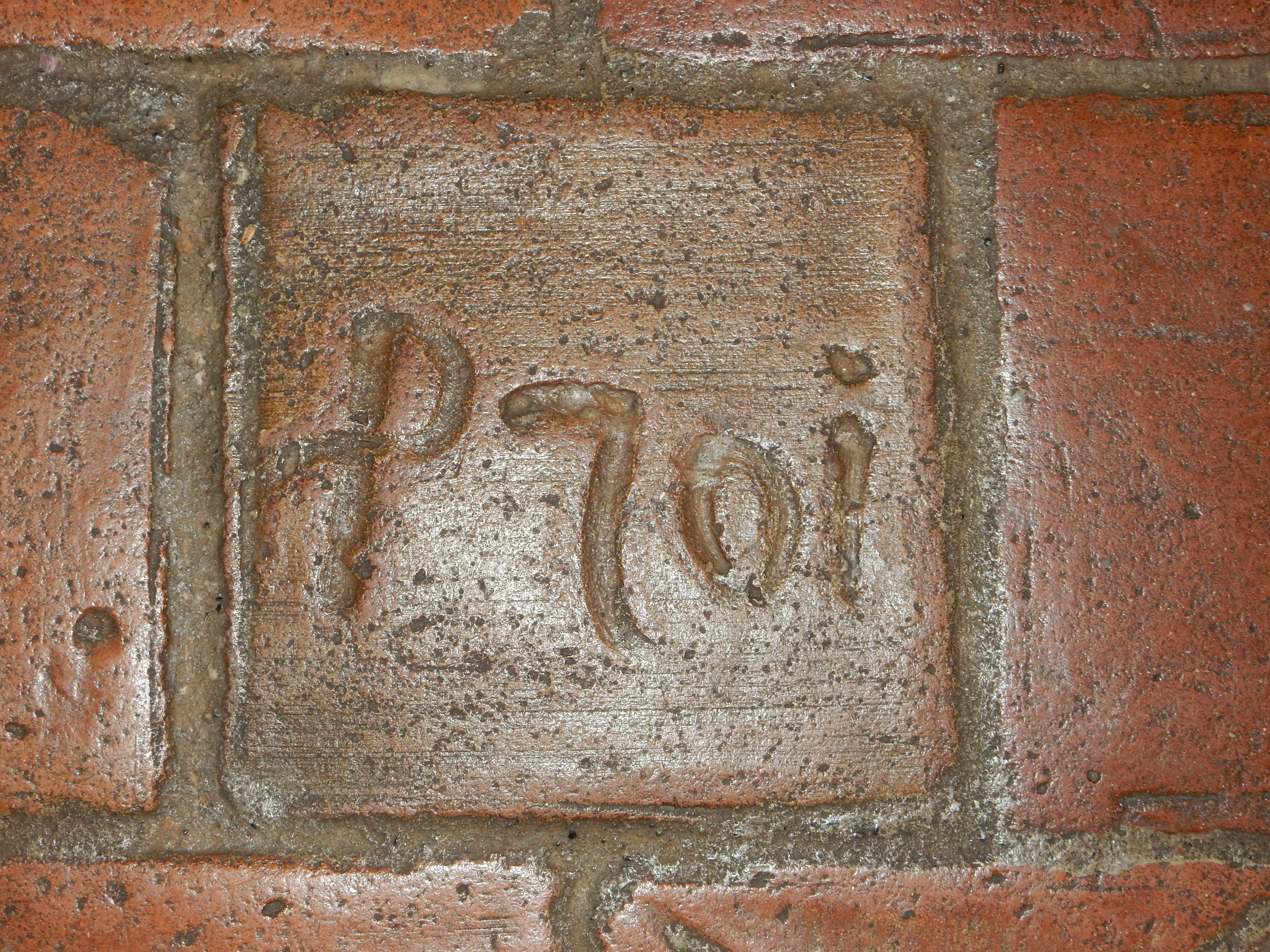
Einigen, église réformée, carreau de sol, 1701
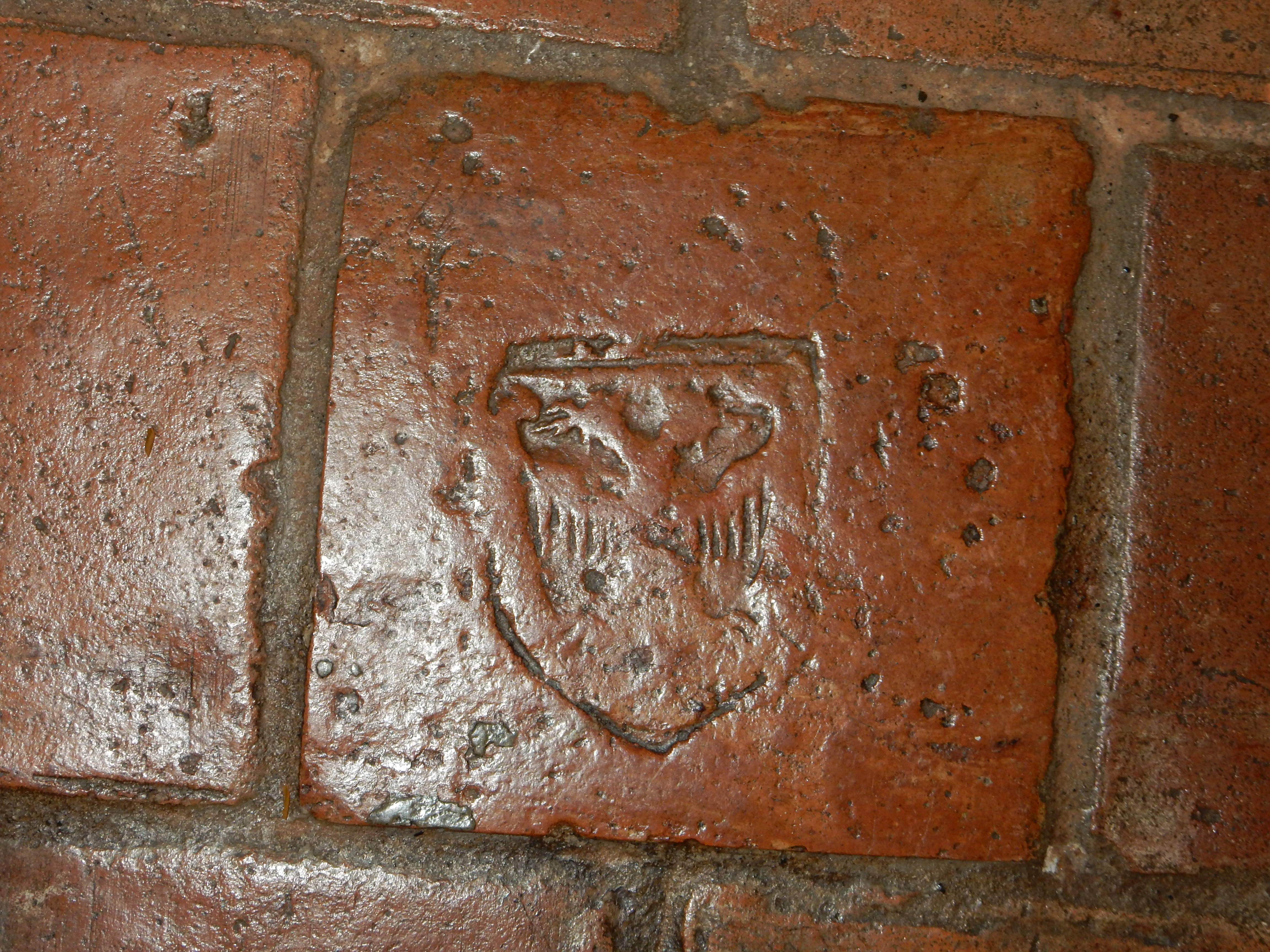
Einigen, église protestante. Carreau de sol armorié
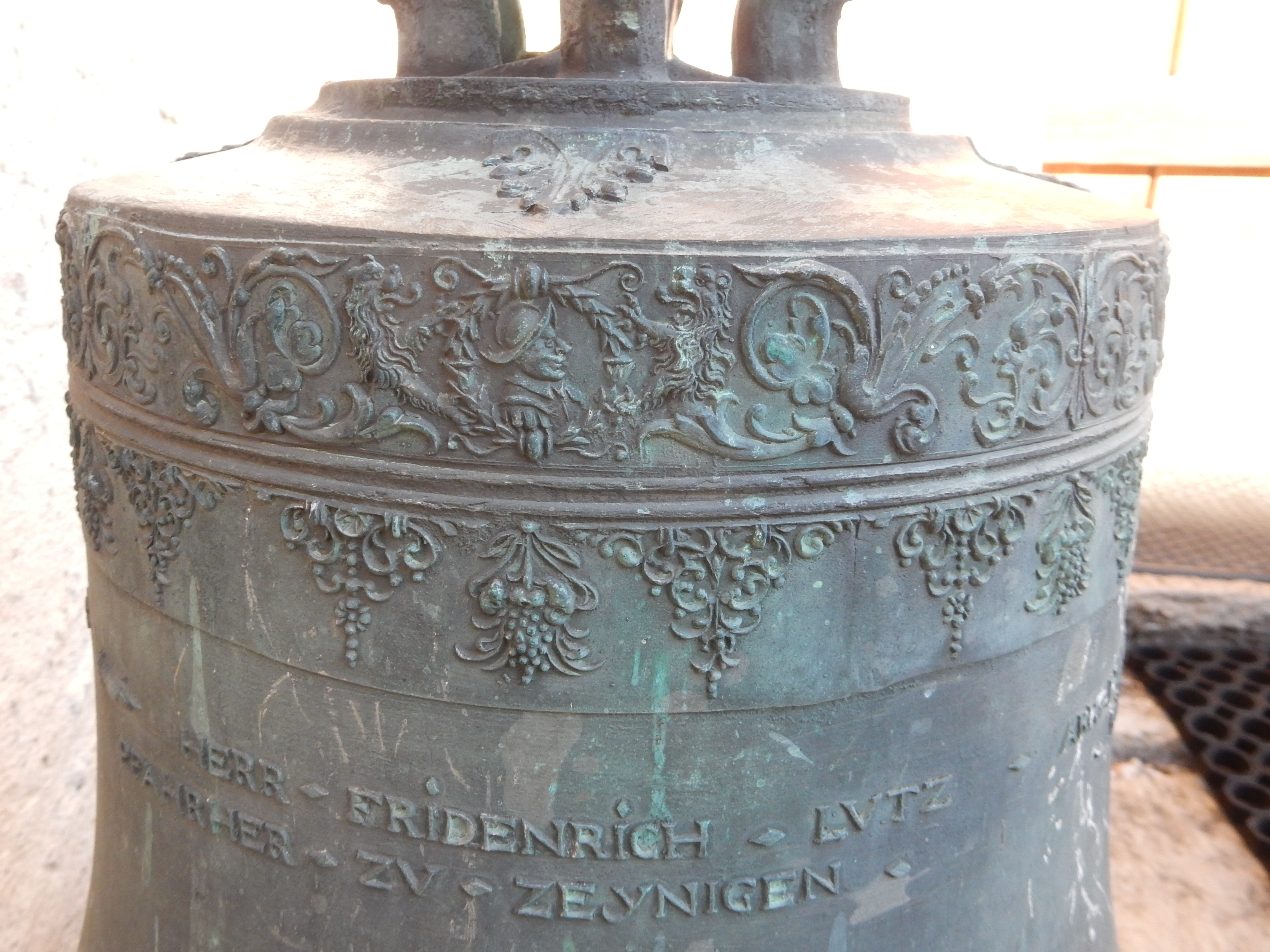
Einigen, église réformée, cloche déposée.